# Холшевиково
Холшевиково — деревня в Никольском районе Вологодской области.
Входит в состав Аргуновского сельского поселения, с точки зрения административно-территориального деления — в Аргуновский сельсовет.
Расстояние по автодороге до районного центра Никольска — 38 км, до центра муниципального образования Аргуново — 6 км. Ближайшие населённые пункты — Ильинское, Чернино, Есипово.
По переписи 2002 года население — 111 человек (56 мужчин, 55 женщин). Всё население — русские.